# François Coulet
Pour les articles homonymes, voir Coulet.
François Coulet, né le 16 janvier 1906 à Montpellier et mort le 11 juin 1984  à Paris, était un diplomate ayant rejoint le général de Gaulle et la France libre dès juin 1940. Commissaire de la République, il s'est installé à Bayeux en juin 1944. Lors de la guerre d'Algérie, il a participé à la mise en place des commandos parachutistes de l'air.

## Biographie

### Jeunesse et études
François Coulet naît dans une famille aisée protestante. Son père est recteur d'académie de Montpellier. Alors que François souhaite préparer le concours de l'École spéciale militaire de Saint-Cyr, il en est dissuadé par son père, de tendance radical-socialiste.
Certains sources indiquent que Coulet aurait été admis à l'École normale supérieure de la rue d'Ulm, où il aurait étudié les lettres ; d'autres, qu'il a obtenu sa licence à l'université de Montpellier. Il obtient également une licence de droit. Il suit des cours à l'École libre des sciences politiques,. Il y prépare le concours du ministère des Affaires étrangères, où il est reçu en 1936.

### Parcours professionnel
Au début de la guerre, il est en poste à Helsinki. À la suite de l'arrivée à la tête du gouvernement du maréchal Pétain (16 juin 1940), il décide de rejoindre la France libre et quitte son poste le 19 juin 1940 pour gagner l’Égypte. Ainsi commence un périple avec sa femme et deux compagnons, d'Helsinki à Tallinn, de Moscou à Kiev, Sofia et Istanbul. Il atteint Port-Saïd, et s'engage aussitôt dans le 1er Bataillon d'Infanterie de Marine. Le général de Gaulle lui confie alors d'importantes missions, notamment de se rendre auprès de Félix Éboué, l'administrateur en chef des colonies à Fort-Lamy, qui malgré bien des obstacles, souhaitait rallier son territoire à la France libre.
Il rencontre le général de Gaulle à Jérusalem, le 27 avril 1941, et devient son officier d'ordonnance en remplacement de Geoffroy Chodron de Courcel qui demande à partir au combat. Il occupe ce poste, principalement à Londres, jusqu'en octobre 1942, date à laquelle il reprend un service combattant.
Avec le grade de capitaine, il prend le commandement de l’Infanterie française de l’air basée à Camberley, en Angleterre. Du 3 au 15 octobre 1942, il suit d'abord l'entraînement des parachutistes avec la 1re brigade parachutiste polonaise du général Stanisław Sosabowski à Largo (en), en Écosse. Il obtient son brevet (no 1681 du stage no 45) à Ringway près de Manchester le 6 novembre 1942. Il participe ensuite à quelques missions en Afrique.
En juin 1943, François Coulet quitte ce commandement et est nommé dès septembre, en Corse comme nouveau secrétaire général de la police. Il travaille alors, sous la responsabilité de Charles Luizet, nouveau préfet de la Corse libérée, au rétablissement de l’autorité de l’État. Ils doivent en effet gérer la transition entre l'administration du régime de Vichy, et une administration de la France libre et réaliser ainsi la mise en place du pouvoir gaulliste.
Mission accomplie, il quitte la Corse et, en juin 1944, il est parachuté sur le front de Normandie pour gérer cette transition dans les territoires libérés dès le Débarquement.

### Le retour aux fonctions administratives de la France Libre et l'AMGOT
Le 12 juin 1944, il est nommé Commissaire de la République pour la Normandie, en remplacement d’Henri Bourdeau de Fontenay, non disponible. Deux jours plus tard, le 14 juin, il accueille le général de Gaulle qui arrive sur La Combattante pour sa première visite en France libérée à Bayeux et Isigny. François Coulet reste ensuite en Normandie et s'installe d'abord à Bayeux, où une rue porte maintenant son nom.
Il met alors en œuvre la volonté du général de Gaulle de faire échec à l’AMGOT, un projet d'occupation militaire de la France prévu par le gouvernement américain (voir Gouvernement militaire de l'armée des États-Unis en France). Les agents de l'AMGOT, arrivant quelques jours plus tard, n'obtiendront pas de soutien du général Eisenhower, commandant en chef, conscient (contrairement au président Roosevelt, qui dans l'ensemble, a toujours été opposé à la France Libre) qu'il n'est pas question d'imposer aux Français libérés un nouveau régime d'occupation.
François Coulet est cependant confronté au problème de la monnaie instituée par les Alliés pour la France libérée : le billet drapeau, qu'il décrit comme de « drôles de dollars décorés d'un drapeau tricolore », que de Gaulle avait appelés, parlant à Churchill, « votre fausse monnaie ». Le 9 juillet 1944, il subit les foudres de Montgomery, qui le traite de « politicien » : « Qu'est-ce que c'est que cette histoire concernant les billets de banque que nous avons apportés ? On me dit que la population n'en veut pas ? Il faut qu'ils acceptent. Il faut les forcer. C'est du bon argent. C'est notre argent ! ». Révélé au moment opportun par le général Kœnig, qui assiste à l'entretien, le protestantisme de Coulet retourne Montgomery en sa faveur. Finalement, le Commissaire demandera aux banques locales d'accepter cette monnaie, mais de ne pas la remettre en circulation.
Dès sa prise de fonction, il procède à plusieurs nominations : Raymond Triboulet, résistant, devient sous-préfet de Bayeux ; l'ancien recteur d'université Pierre Daure est nommé préfet du Calvados après la libération de Caen ; Geoffroy Chodron de Courcel, ancien aide de camp du général de Gaulle (en juin 1940), et Pierre Laroque, futur organisateur de la sécurité sociale, sont chargés de mission.
François Coulet s'installe ensuite à Rouen. En août 1944, il est appelé à de nouvelles fonctions par le général de Gaulle : celles de Commissaire de la République aux liaisons interalliées.

### La diplomatie de laIVeRépublique
À la libération, il réintègre le corps diplomatique dès 1945. Il se retrouve directeur du bureau Europe au Quai d'Orsay, puis ministre plénipotentiaire à Helsinki de 1947 à 1950, ambassadeur de France à Téhéran de 1950 à 1954 et enfin ambassadeur de France en Yougoslavie de 1954 à 1955.

### La guerre d’Algérie et les Commandos parachutistes de l'air
En 1956, François Coulet n'admet pas de voir l'Algérie s'installer dans la rébellion, surtout après la perte récente de l'Indochine. De plus, il estime que sa participation physique à la dernière guerre, vu sa propre préparation, a été insuffisante. Breveté parachutiste, commandant de réserve de l'Armée de l'air, âgé de 50 ans et bien portant, il demande et obtient du ministère des affaires étrangères sa mise en disponibilité. Il a évidemment une arrière-pensée. Sa rencontre avec le général de Maricourt, commandant de l'Air en Algérie qui souhaite créer une unité de « Commandos parachutistes de l'air », lui offre l'occasion attendue : il redevient officier parachutiste en mai 1956, en prenant le commandement des tout nouveaux Commandos parachutistes de l'air.
Malgré les inévitables difficultés techniques de cette reconversion (nouvelles procédures, nouveaux sigles, nouvelles terminologies...), François Coulet parvient à intégrer ces commandos, aidé à la fois par un bon conseiller, le colonel Gérard Sermet (1913-1978), un second efficace, le capitaine Albert-Charles Meyer et par son sens diplomatique, ses appuis en haut-lieu ou tout simplement l’effet de surprise. Il participe, dès juin 1956, à des stages auprès du 3e RPC du colonel Bigeard et du 2e RPC du colonel Pierre Chateau-Jobert.
Le lieutenant-colonel Coulet dit lui-même qu'il apprend pour son propre compte « à souffrir, à se taire et à commander ». Finalement, il est nommé à la tête des commandos parachutistes de l'air (CPA) à l'automne 1956. Du 1er juillet 1957 au 28 février 1960, il dirige le groupement des commandos parachutistes de l'air 00/541 (GCPA). Pour parfaire la formation des commandos, il impose à ses hommes des stages opérationnels conjoints avec les meilleurs régiments parachutistes (de l'Armée de terre). Par une initiation ultra-rapide au combat, il espère un dépassement de soi favorisé par l'esprit de corps.
En mars 1960, il est remplacé à la tête du groupement par le lieutenant-colonel Emery. Devenu colonel, François Coulet retrouve néanmoins des fonctions plus administratives en devenant directeur des affaires politiques de la délégation générale du gouvernement en Algérie. Il prend ce nouveau poste surtout par fidélité au général de Gaulle. Il prend la clandestinité pendant les quatre jours du putsch des généraux en avril 1961 auquel participent surtout un C.P.A. (le 40) sur les cinq C.P.A (le 50 se tient à l'écart, le 10 le 20 et le 30 sont en opérations, à cette date). Il ne peut empêcher la dissolution, le mois suivant, du groupement des commandos parachutistes de l'air et la dispersion de ses éléments.
Les commandos de l'air sont reconstitués en 1969 ; certaines de leurs unités  font, de nos jours, partie des forces spéciales.
Après la guerre d’Algérie, il est un temps président de la société financière de radiodiffusion (Sofirad), de 1962 à 1965. Il meurt à Paris le 11 juin 1984. Son épouse est morte en 1987.

## Décorations
- Chevalier de la Légion d'honneur[Quand ?].
- Médaille de la Résistance française avec rosette (décret du 3 juillet 1946).
- Première classe de l'Ordre de Homayoun, Empire d'Iran (24 novembre de 1954)